# Caryophyllia ralphae
Caryophyllia ralphae är en korallart som beskrevs av Stephen D. Cairns 1995. Caryophyllia ralphae ingår i släktet Caryophyllia och familjen Caryophylliidae. Inga underarter finns listade i Catalogue of Life.